# Kaspi.kz
Kaspi.kz — це казахстанська технологічна компанія-«єдиноріг», до складу якої входять ТОВ «Kaspi Магазин», АТ «Kaspi Bank», ТОВ «Kaspi Pay» та ТОВ «Kaspi Travel».
Ключовими акціонерами Kaspi.kz є В'ячеслав Кім, Михайло Ломтадзе та фонд Baring Vostok.

## Бізнес-екосистема
Kaspi.kz об'єднує сервіси онлайн-платежів та P2P переказів, управління особистими коштами та онлайн-покупок з доставкою в мобільному супердодатку. Компанія працює на трьох платформах — платежі, маркетплейс та фінтех.
Програма посіла третє місце по залученості користувачів всередині програми у світі після WeChat і Whatsapp. Середня кількість активних користувачів на день становить 5,4 млн.
У 2020 році компанія стала однією з найшвидших IT-фінансових організацій Європи та Євразії.

## Структура

### Платежі
У 2019 році було запущено платіжну мережу для наскрізних платежів, відправлення та отримання миттєвих P2P переказів між споживачами та продавцями за допомогою мобільного додатка та технології QR.
За 9 місяців 2020 року через Kaspi.kz було проведено 1,6 млрд платежів на суму 15,2 трлн тенге, з них 19,1 млн було передано до бюджету.
У липні 2020 року Kaspi.kz закріпив право власності на технології та алгоритм випуску платіжних карток з використанням мобільного додатка та картомату, отримавши патент від Національного інституту інтелектуальної власності. У вересні 2020 року зробив відкриту ліцензію на Kaspi Картомат на території Республіки Казахстану. За 2020 рік зростання безготівкових платежів у країні завдяки Kaspi склало 120%.

### Маркетплейс
У 2018-2021 роки Kaspi.kz займає перше місце серед казахстанських торгових інтернет-майданчиків TOP KZ Retail E-Commerce.
У першій половині 2020 року через платформу Kaspi.kz було проведено понад 900 тисяч замовлень на 69 мільярдів тенге.
28 серпня 2020 року компанія придбала інтернет-компанію з продажу авіаквитків Santufei (Kaspi Travel).

### Фінтех
Платформа створена на основі фінансових продуктах казахстанського роздрібного банку — Kaspi Bank.
У 2019-2020 роках Kaspi займала друге місце за обсягом депозитів фізичних осіб (у 2019 році — 1 трлн 451,9 млрд тенге, у 2020 — 1 трлн 507 млрд тенге).
Kaspi розробила процес прийняття кредитних рішень та скорингову модель, яка використовує алгоритми ризику та прогнозні моделі для оцінки кредитного ризику споживачів.
2020 року Kaspi посів перше місце серед банків Казахстану за версією Forbes.
Також у квітні 2020 року рейтингове агентство S&P Global Ratings надало банку рейтинги рівня "ВВ-\В".

### Співпраця з державою
У березні 2020 року Kaspi.kz сприяли реалізації програми соціальної підтримки населення у зв'язку із запровадженням надзвичайного стану.
Через програму Kaspi.kz мешканцям Казахстану було зараховано 4,4 мільйона тенге.
У жовтні 2020 року Міністерство цифрового розвитку, інновацій та аерокосмічної промисловості Казахстану спільно з Kaspi.kz запустили у мобільному додатку Kaspi.kz сервіс з реєстрації індивідуальних підприємців для віддаленої перевірки документів, ідентифікації підприємця, підтвердження реєстрації.
У січні 2021 року Kaspi.kz спільно з Міністерством цифрового розвитку, інновацій та аерокосмічної промисловості Казахстану та Комітетом Адміністративної поліції МВС РК запустили послугу перереєстрації та перевірки автомобіля через мобільний додаток Kaspi.kz.
21 лютого 2020 року президент Казахстану Касим-Жомарт Токаєв провів зустріч із головою ради директорів Kaspi.kz В'ячеславом Кімом та головою правління Михайлом Ломтадзе для обговорення стратегії розвитку цифрових сервісів та перспективи розвитку електронної комерції в Казахстані.
26 лютого 2021 року президент Казахстану Касим-Жомарт Токаєв провів другу зустріч із засновниками Kaspi.kz В'ячеславом Кімом та Михайлом Ломтадзе, під час якого були окреслені перспективні напрямки спільної діяльності державних органів та Kaspi.kz, у тому числі у питаннях розвитку безготівкових платежів у Казахстані.
У червні 2021 року Kaspi.kz спільно з міністерством цифрового розвитку, інновацій та аерокосмічної промисловості РК запустили сервіс для реєстрації відвідувачів у громадських закладах, щоб бізнес продовжував діяльність у період карантинних обмежень.
Статус відвідувачам надається на підставі звірки з інформаційними системами Єдиний інтеграційний портал ПЛР-досліджень та Центр Контролю COVID-19 Міністерства охорони здоров'я РК.

## Керівництво
Голова правління — Михайло Ломтадзе.
Акціонерами Kaspi.kz є В'ячеслав Кім (24,13%), Михайло Ломтадзе (23,3%), фонд Baring Vostok (30,6%). Також 19,05% належать публічним інвесторам та 2,85% менеджменту.

## Фінансові показники
Чистий прибуток компанії за 2020 рік збільшився на 33,6%, до 263,348 млрд тенге. Доходи Kaspi.kz у 2020 році, зокрема скориговані, склали 641,437 млрд тенге, що на 24,8% більше доходів та на 25,5% — скоригованих доходів у 2019 році. Скориговані витрати, пов'язані з отриманням виторгу, зросли на 14,2%, до 198,916 млрд тенге, витрати — на 14,4%, до 199,313 млрд тенге. Скориговані операційні доходи збільшились на 41,8% і склали 329,339 млрд тенге, операційні доходи — на 32,9%, до 317,824 млрд тенге.

## IPO
9 листопада 2018 року, на щорічній презентації продуктів та сервісів Kaspi.kz, голова правління Михайло Ломтадзе оголосив про плани компанії провести IPO на Лондонській біржі.
У жовтні 2020 року Kaspi.kz провів IPO на Лондонській біржі.
Початкова ціна пропозиції була встановлена на рівні $33,75 за одну глобальну депозитарну розписку (GDR).
IPO Kaspi.kz визнано другим найбільшим за величиною на London Stock Exchange та четвертим у всій Європі у 2020 році.

## Історія
15 листопада 2008 року в результаті ребрендингу АТ «Банк Каспійський» змінив назву на АТ «Kaspi Bank».
16 вересня 2015 року на підставі Постанови Правління Національного Банку Республіки Казахстан № 166 від 16 вересня 2015 року акціонерному товариству Kaspi було видано згоду на набуття статусу банківського холдингу (непрямого) акціонерного товариства Kaspi Bank.
2 квітня 2018 року акціонерне товариство «Kaspi» було перейменовано на Акціонерне товариство Kaspi.kz, головою правління якого призначено Михайла Ломтадзе.
17 вересня 2019 року Kaspi.kz вийшов на ринок Азербайджану після покупки онлайн-сервісів з розміщення та публікації приватних оголошень про продаж та купівлю автомобілів (Turbo.az), нерухомості (Bina.az), товарів та послуг (Tap.az).
У липні 2021 року Kaspi.kz вийшов на ринок України, купивши платіжну систему Portmone Group. Сума угоди не розголошується.

## Досягнення
У грудні 2019 року Kaspi.kz увійшов до списку 35 національних ІТ-чемпіонів і потрапив до топ-7 компаній у сфері «Електронна комерція та фінанси», згідно з рейтингом проведеним Міністерством цифрового розвитку, інновацій та аерокосмічної промисловості Республіки Казахстан.
У 2019 році Kaspi.kz був визнаний «Найкращим e-commerce проєктом» та «Найкращим мобільним додатком» на QAZNET 25 YEARS FORUM.
У 2020 році сайт Kaspi.kz був визнаний одним із найбезпечніших вебресурсів серед банків Казахстану.
У 2020 році Forbes Kazakhstan оголосив лауреатами звання «Бізнесмен року» засновника Kaspi.kz В'ячеслава Кіма та голови правління компанії Михайла Ломтадзе.
22 вересня 2021 року на щорічному саміті Kazakhstan Growth Forum, Kaspi.kz отримав звання Трансформатора року. IPO на Лондонській фондовій біржі було визнано «Найкращою угодою року».